# Karl Schranz
Karl Schranz (* 18. November 1938 in St. Anton am Arlberg, Tirol) ist ein ehemaliger österreichischer Skirennläufer. Er zählt zu den erfolgreichsten und bekanntesten Rennläufern und wurde dreimal Weltmeister, gewann zweimal den Gesamtweltcup sowie den Disziplinenweltcup zweimal in der Abfahrt und einmal im Riesenslalom.

## Biografie
Aufgewachsen in St. Anton am Arlberg, einer der bekanntesten Skiregionen Österreichs, begann Karl Schranz sehr zeitig mit dem Skilauf. Nach dem Wunsch seines Vaters, eines Eisenbahners, sollte er zwar einen „bürgerlichen“ Beruf erlernen, setzte sich aber schließlich durch und fuhr bereits in seiner Jugend zahlreiche Meisterschaftsrennen. Sein jüngerer Bruder Helmut wurde ebenfalls Skirennläufer.

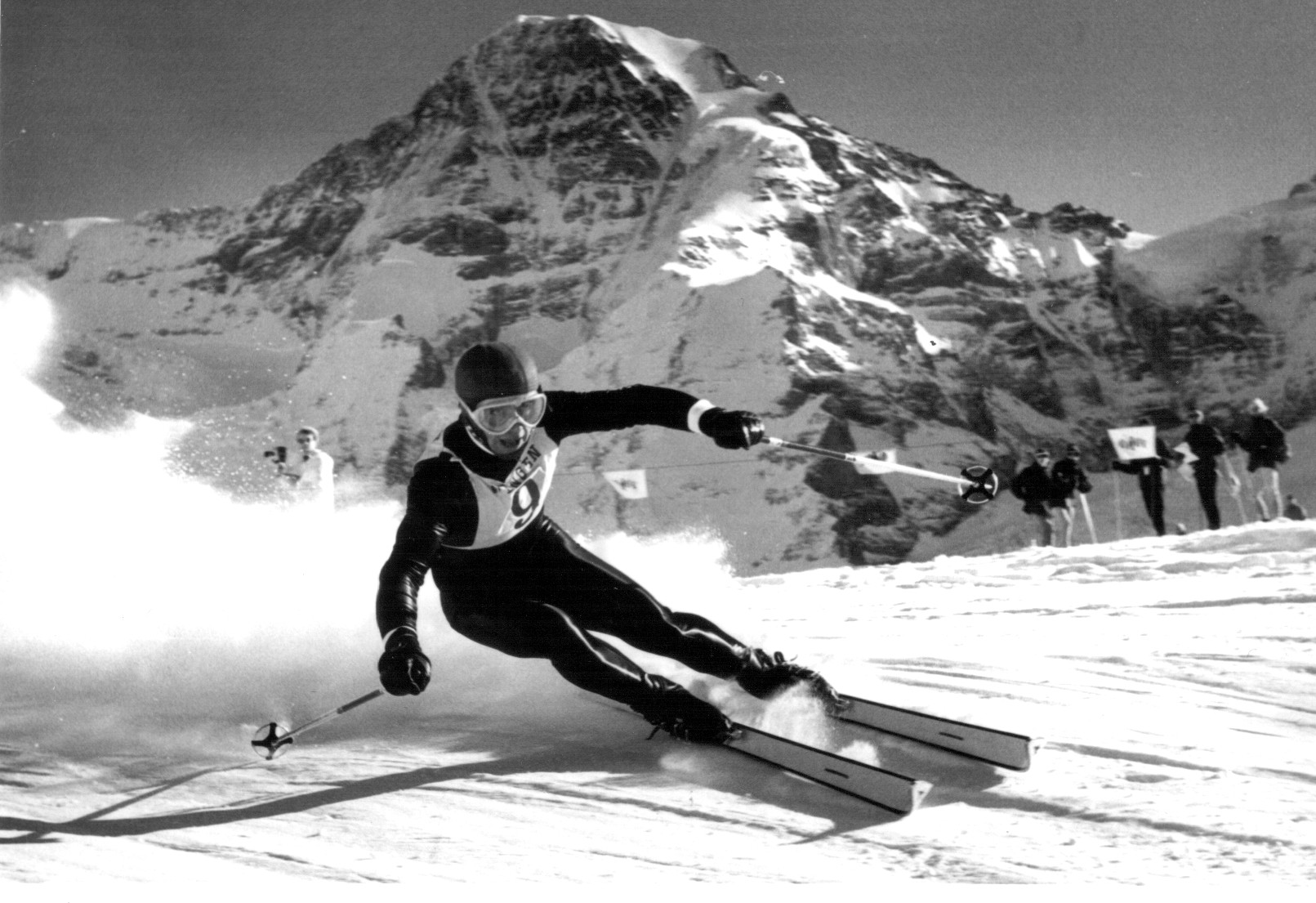
Lauberhorn 1966

Die ersten großen Siege feierte Schranz im Winter 1957 mit dem Gewinn der Abfahrt und der Kombination bei den Arlberg-Kandahar-Rennen in Chamonix. Bis zur Einführung des Weltcups im Winter 1967 konnte er, neben zahlreichen anderen Wettkämpfen, bei den Arlberg-Kandahar-Rennen weitere vier Abfahrten, drei Kombinationen und einen Slalom gewinnen. Am Lauberhorn in Wengen gewann er dreimal die Abfahrt und zweimal die Kombination, und zweimal war er auch am Hahnenkamm in Kitzbühel siegreich. Im Weltcup feierte Schranz insgesamt zwölf Siege, darunter jeweils zwei weitere Siege in Wengen und Kitzbühel. Er wurde 1969 und 1970 Gesamtweltcupsieger, gewann in denselben Jahren auch den Abfahrtsweltcup und 1969 zusätzlich den Riesenslalomweltcup.
Trotz der bereits 1957 erzielten Erfolge (speziell der Siege beim Kandahar-Rennen) wurde er nicht für die Weltmeisterschaften 1958 nominiert, was teilweise aber auch daran lag, dass pro Nation nur sechs Läufer genannt werden durften. Schranz wurde bei den Weltmeisterschaften 1962 im französischen Chamonix Weltmeister in der Abfahrt und in der Kombination, acht Jahre später gewann er bei den Weltmeisterschaften 1970 in Gröden im Riesenslalom seinen dritten Titel. Auch bei den Weltmeisterschaften 1966 gewann er eine Medaille im Riesenslalom, und zwar die bronzene. Eine mögliche weitere Medaille in der Kombination (er lag in der Zwischenwertung hinter Jean-Claude Killy auf Rang 2), vergab er im abschließenden Slalom am 14. August, als er bereits im ersten Lauf disqualifiziert wurde. Einen guten Monat vorher hatte er sich beim Riesenslalom-Training am Stilfser Joch bei einem Sturz eine Bänderverletzung im rechten Schultergelenk zugezogen und musste rund eine Woche lang einen leichten Gips tragen.
Von 1958 bis 1968 gewann Schranz elf österreichische Meistertitel, wobei es bei seinen ersten 1958 in Bad Hofgastein, wo er am 28. Februar in der Abfahrt ex aequo mit Josef Rieder, dann am 1. März im Riesenslalom gewann – und am 2. März als Slalomzweiter (auch hier eine ex-aequo-Platzierung mit Toni Mark) – die Kombinationswertung holte – und dies eigentlich als „Junior“ (womit er diesbezüglich sogar vierfacher Meister wurde). In den Jahren 1966, 1969 und 1970 wurde er von der Internationalen Vereinigung der Ski-Journalisten (AIJS) mit dem Skieur d’Or ausgezeichnet.

### Wenig Glück bei Olympischen Spielen
Trotz der Erfolge bei den Skiweltmeisterschaften blieb ihm ein Sieg bei den Olympischen Spielen versagt. Bei seiner ersten Teilnahme 1960 in Squaw Valley ging er verletzt an den Start. 1964 in Innsbruck erreichte er trotz Grippe eine Silbermedaille. 1968 in Grenoble lag er im abschließenden Slalom als Erster vor dem Franzosen Jean-Claude Killy, wurde aber nachträglich disqualifiziert. Im zweiten Durchgang des Slaloms, der bei dichtem Nebel stattfand, brach Schranz den Lauf ab, weil sich ein Pistenbetreuer in der Strecke befand. Er durfte den Lauf wiederholen und erzielte die Bestzeit. Danach hieß es, „der Stopp von Schranz und der Pistenarbeiter seien ohne Belang, da Schranz schon vorher einen Torfehler begangen habe“. Die Laufwiederholung sei daher nicht zu gewähren gewesen. Schranz rechtfertigte den Torfehler jedoch ebenfalls mit der Ablenkung durch den Pistenarbeiter. Nach langen Beratungen der Jury wurde Schranz mit 3:2 Stimmen aus der Wertung gestrichen. Dass dadurch Killy sein drittes Olympiagold holte, ließ in Österreich alle möglichen Vermutungen aufkommen, und es gab verbale Entgleisungen sowohl in österreichischen als auch französischen Medien. Die Freude in Österreich über die Silbermedaille von Herbert Huber und die Bronzemedaille von Alfred Matt im betreffenden Slalom ging komplett im Hickhack ob der Schranz-Disqualifikation unter. Anzumerken ist zu den Jury-Beratungen, dass das britische Jury-Mitglied den Vorschlag unterbreitete, sowohl Schranz als auch Killy eine Goldmedaille zuzusprechen, was jedoch auf Grund des Reglements nicht möglich war.
Nachträglich gab es zwar diverse Eingeständnisse, die in der österreichischen Presse breiten Raum fanden, jedoch nichts änderten.
Schranz wurde knapp vor Beginn der Olympischen Winterspiele 1972 in Sapporo von IOC-Präsident Avery Brundage ausgeschlossen – nach einem Verstoß gegen das damalige Amateurgesetz. Ein dem IOC zugespieltes Foto, das Schranz in einem Jersey mit Kaffeewerbung zeigte, war offiziell für Brundage Indiz, dass Schranz „kein Amateur“ sei; Schranz hatte dieses „corpus delicti“ irgendwann einmal (wahrscheinlich im Sommer 1971) anlässlich eines Benefiz-Fußballspiels getragen.
Die Entscheidung traf den Nationalstolz, und eine Welle der Empörung brauste auf.
Der damalige Unterrichtsminister Fred Sinowatz empfahl einen Boykott und bat auch andere Nationen darum, was Schranz selbst nicht wollte. In Wien kursierten Anti-Brundage- und Pro-Schranz-Sticker, die selbst am konservativen Jägerball getragen wurden. Georg Danzer und André Heller veröffentlichten als Die Österreicher i. V. den hymnischen Landler Der Karli soll leb’n („… der Brundage steht daneb’n. [steht neben sich] Wir pfeifen auf’s Olympiagold. Wir haum’s ned gern, waun uns wer rollt. [foppt, narrt, ärgert] […] Er glänzt auch so, der Karli Schranz, für jung und alt ist er ein Held.“) Es wurden gleich 5000 Stück verkauft, und sie erreichte Platz 9 der Austro-Charts. Als Schranz am 8. Februar aus Tokio in Wien-Schwechat ankam, warteten schon 7.500 Fans, darunter die ÖVP-Führung. Insgesamt sollen 87.000 Menschen die Fahrt zum Ballhausplatz verfolgt haben, wobei sich Schranz aus dem Schiebedach von Sinowatzs (SPÖ) Dienstauto lehnte und Hände schüttelte. Dann folgte er der Einladung des damaligen Bundeskanzler Bruno Kreisky (SPÖ) in das Kanzleramt, wo er drei Mal vom Balkon aus die Menge begrüßte.

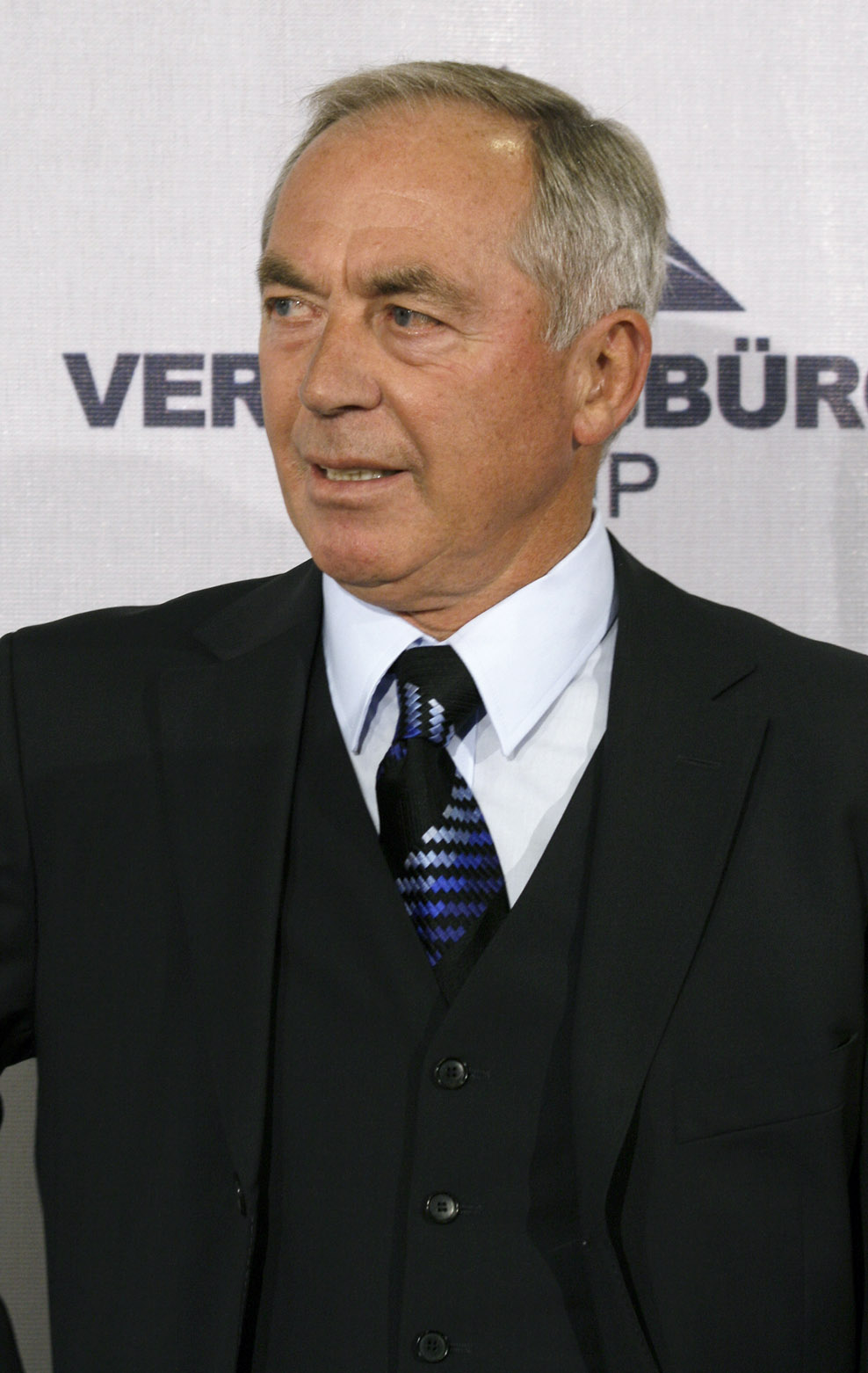
Galanacht des Sports 2008

Schranz beendete nach dem Ausschluss seine aktive Skikarriere; er war auch etwas verbittert, weil eine anscheinend gegebene Zusage durch den damaligen Präsidenten des Internationalen Skiverbandes, Marc Hodler, als Kompensation eine eigene Weltmeisterschaft zu veranstalten, nicht eingehalten wurde. Seither lebt er mit seiner Familie in St. Anton am Arlberg und ist Inhaber des Hotels Karl Schranz, ist aber nach wie vor dem Skisport verbunden.

#### Filmdouble
1969 doubelte er Robert Redford im Film «Downhill Racer» (deutscher Titel: «Schussfahrt»), wobei der Filmheld Rennen um Rennen gewann.

### Nach der Karriere
Um 1988 wurde ihm in einer feierlichen Zeremonie in Wien von IOC-Präsident Juan Antonio Samaranch eine Olympia-Ehrenmedaille überreicht, was einer gewissen nachträglichen Entschuldigung des IOC gleichkam. Bereits bei den Olympischen Spielen in Calgary hatte es erstmals ein Gespräch zwischen ihm und Samaranch gegeben, das Schranz schon lang mit dem IOC-Präsidenten gesucht hatte. Schranz wird in gewissem Sinne auch als Vorkämpfer für die Änderung diverser Amateurregeln betrachtet.
Als Mitglied des Ski-Club Arlberg trug er maßgeblich dazu bei, dass die Alpinen Skiweltmeisterschaften 2001 in St. Anton am Arlberg stattfanden.

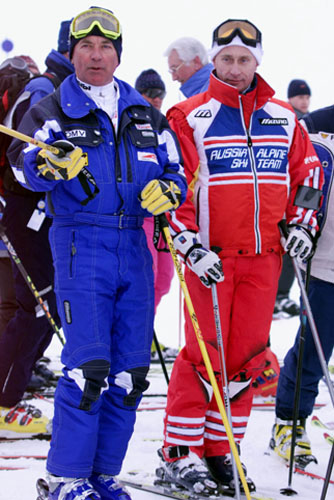
Karl Schranz und Wladimir Putin, 2001

Seit er 2001 am Arlberg den russischen Präsidenten Wladimir Putin kennengelernt hatte, entwickelte er sich zu einem der engsten und einflussreichsten Berater Putins für die Austragung der Olympischen Winterspiele in Sotschi 2014.

## Erfolge

### Olympische Winterspiele
- Squaw Valley 1960: 7. Abfahrt, 7. Riesenslalom
- Innsbruck 1964: 2. Riesenslalom, 11. Abfahrt, 24. Slalom
- Grenoble 1968: 5. Abfahrt, 6. Riesenslalom

### Weltmeisterschaften
- Squaw Valley 1960 : 7. Abfahrt, 7. Riesenslalom
- Chamonix 1962: 1. Abfahrt, 1. Kombination, 2. Riesenslalom, 4. Slalom
- Innsbruck 1964 : 2. Riesenslalom, 6. Kombination, 11. Abfahrt, 24. Slalom
- Portillo 1966: 3. Riesenslalom, 9. Abfahrt
- Grenoble 1968 : 5. Abfahrt, 6. Riesenslalom
- Gröden 1970: 1. Riesenslalom, 4. Abfahrt

### Weltcupwertungen
Karl Schranz gewann in den Saisonen 1968/69 und 1969/70 den Gesamtweltcup. Hinzu kommen drei Siege in Disziplinenwertungen (zweimal Abfahrt, einmal Riesenslalom).
| Saison  | Gesamt | Gesamt | Abfahrt | Abfahrt | Riesenslalom | Riesenslalom | Slalom | Slalom |
| Saison  | Platz  | Punkte | Platz   | Punkte  | Platz        | Punkte       | Platz  | Punkte |
| ------- | ------ | ------ | ------- | ------- | ------------ | ------------ | ------ | ------ |
| 1967    | 7.     | 62     | 13.     | 9       | 8.           | 21           | 7.     | 32     |
| 1968    | 8.     | 69     | 3.      | 39      | 11.          | 22           | 20.    | 8      |
| 1968/69 | 1.     | 182    | 1.      | 75      | 1.           | 70           | 9.     | 37     |
| 1969/70 | 1.     | 148    | 1.      | 65      | 4.           | 65           | 13.    | 18     |
| 1970/71 | 11.    | 57     | 8.      | 38      | 12.          | 19           | –      | –      |
| 1971/72 | 8.     | 83     | 2.      | 83      | –            | –            | –      | –      |

### Einzelweltcupsiege
Insgesamt: 12 Weltcupsiege (8 × Abfahrt, 3 × Riesenslalom + WM-Riesenslalom von Gröden)
| Datum             | Ort                    | Land        | Disziplin    |
| ----------------- | ---------------------- | ----------- | ------------ |
| 12. Dezember 1968 | Val-d’Isère            | Frankreich  | Riesenslalom |
| 11. Jänner 1969   | Wengen                 | Schweiz     | Abfahrt      |
| 18. Jänner 1969   | Kitzbühel              | Österreich  | Abfahrt      |
| 1. Februar 1969   | St. Anton              | Österreich  | Abfahrt      |
| 15. März 1969     | Mont Sainte-Anne       | Kanada      | Riesenslalom |
| 5. Jänner 1970    | Adelboden              | Schweiz     | Riesenslalom |
| 23. Jänner 1970   | Megève                 | Frankreich  | Abfahrt      |
| 1. Februar 1970   | Garmisch-Partenkirchen | Deutschland | Abfahrt      |
| 10. Februar 1970  | Gröden *               | Italien     | Riesenslalom |
| 12. Dezember 1971 | Val-d’Isère            | Frankreich  | Abfahrt      |
| 14. Jänner 1972   | Kitzbühel              | Österreich  | Abfahrt      |
| 15. Jänner 1972   | Kitzbühel              | Österreich  | Abfahrt      |

* 1970 zählten die Ergebnisse der Weltmeisterschaftsrennen auch für den Weltcup

### Österreichische Meisterschaften
Schranz wurde elffacher Österreichischer Staatsmeister:
- Abfahrt: 1958, 1963, 1965, 1968
- Slalom: 1962, 1963
- Riesenslalom: 1958, 1966
- Kombination: 1958, 1962, 1968

Bei den ab 20. Jänner 1960 in Saalfelden stattgefundenen Meisterschaften konnte er wegen einer Unterleibsverletzung, die er sich beim Slalom in Kitzbühel beim Aufprallen an eine Torstange zugezogen hatte (eine Wunde musste genäht werden), nicht teilnehmen.

### Arlberg-Kandahar-Rennen
- 1957 – Nr. 22 in Chamonix: Sieg in der Abfahrt am 9. März; Rang 2 im Slalom am 10. März; daher Sieg in der Kombination[16]
- 1958 – Nr. 23 in St. Anton am Arlberg: Sieg in der Abfahrt am 8. März und im Slalom am 9. März, damit auch Sieg in der Kombination; zusätzlich Erwerb des „Diamant-AK“ (für fünf Siege)[17][18]
- 1959 – Nr. 24 in Garmisch-Partenkirchen: Sieg in der Abfahrt am 7. Februar, Rang 7 im Slalom am 8. Februar, Sieg in der Kombination[19][20]
- 1960 – Nr. 25 in Sestriere (2./3. April): nach den Olympischen Spielen keine Teilnahme
- 1961 – Nr. 26 in Mürren: Rang 15 in der Abfahrt am 11. März und Rang 8 im Slalom am 12. März, damit Rang 10 in der Kombination[21][22]
- 1962 – Nr. 27 in Sestriere: Sieg in der Abfahrt am 10. März, Rang 3 im Slalom und Sieg in der Kombination am 11. März[23][24]
- 1963 – Nr. 28 in Chamonix: Abfahrt am 9. März: Rang 27 (mit Start-Nr. 4 chancenlos), Slalom Rang 9 und Kombination Rang 11[25][26]
- 1964 – Nr. 29 in Garmisch-Partenkirchen: Wegen Schneemangels wurde am 15. Februar ein Riesenslalom gefahren, indem er durch Sturz ausschied; auf Grund des Reglements durfte er aber dadurch am Slalom am 16. Februar nicht teilnehmen.[27][28]
- 1965 – Nr. 30 in St. Anton: Sieg in der Abfahrt am 16. Jänner und Rang 4 im Slalom am 17. Jänner, ergibt Rang 2 in der Kombination[29][30]
- 1966 – Nr. 31 in Mürren: Die Abfahrt musste abgesagt werden; es gab am 12. und 13. März je einen Slalom: im ersten Rang 2 und im zweiten Rang 6 ergaben Rang 3 in der Kombination[31][32][33]
- 1967 – Nr. 32 in Sestriere (4./5. März): Nach Ersuchen um eine Ruhepause vor den USA-Rennen von ÖSV-Rennsportleiter Prof. Franz Hoppichler beurlaubt[34]
- 1968 – Nr. 33 in Chamonix (24./25. Februar): nicht teilgenommen[35]
- 1969 – Nr. 34 in St. Anton: Abfahrtssieg am 1. Februar, Rang 4 im Slalom und Kombi-Sieg am 2. Februar[36][37]
- 1970 – Nr. 35 in Garmisch-Partenkirchen: Die Abfahrt musste vom 31. Jänner auf den 1. Februar verschoben werden, weshalb der Slalom entfiel; damit sein Abfahrtssieg auch als Kombinationssieg gewertet[38]
- 1971 – Nr. 36 in Mürren; es gab Programmänderungen, in dem ein Riesenslalom in Crans-Montana (5./6. Februar) und ein Slalom in Mürren (7.2.) gefahren wurden, an denen Schranz nicht teilnahm und somit auch in der Kombination nicht klassiert war. Die Abfahrt wurde als Zusatzrennen in Sugar Loaf am 18. Februar nachgeholt, wobei Schranz Rang 11 belegte[39][40][41][42]

### Hahnenkammrennen
- 1958 – Nur Teilnahme im Riesenslalom mit Rang 5 am 17. Jänner[43]
- 1959 – Rang 3 in der Abfahrt am 17. Jänner[44]
- 1960 – Sieg im Riesenslalom am 15. Jänner[45]
- 1961 – Sturz in der Abfahrt am 21. Jänner[46]
- 1962 – Rang 15 in der Abfahrt am 20. Jänner, Rang 11 im Slalom und Rang 8 in der Kombination am 21. Jänner[47][48]
- 1963 – Rang 9 in der Abfahrt am 19. Jänner[49]
- 1964 – 25./26. Jänner: Absage wegen Schneemangels
- 1965 – Rang 10 im Riesenslalom am 22. Jänner, Rang 13 in der Abfahrt am 23. Jänner, Rang 2 im Slalom und Rang 3 in der Kombination am 24. Jänner[50][51][52]
- 1966 – Sieg in der Abfahrt am 22. Jänner, Rang 4 im Slalom am 23. Jänner und Sieg in der Kombination[53][54]
- 1967 – Rang 8 in der Abfahrt am 21. Jänner und Rang 4 im Slalom am 22. Jänner sowie Rang 2 in der Kombination[55][56]
- 1968 – Rang 4 in der Abfahrt am 20. Jänner, Rang 5 im Slalom und Rang 2 in der Kombination am 21. Jänner[57][58]
- 1969 – Sieg in der Abfahrt am 18. Jänner[59]
- 1971 – Rang 3 im Riesenslalom am 16./17. Jänner[60]
- 1972 – Sieg in der Ersatzabfahrt (Kandahar Sestriere vom 18. Dezember 1971) am 14. Jänner[61]
- 1972 – Sieg in der Original-Abfahrt am 15. Jänner[62]

### Lauberhornrennen
- 1958 – wegen Erkrankung keine Teilnahme[63]
- 1959 – Sieg in der Abfahrt am 10. Jänner[64]
- 1960 – Abfahrt Rang 39; im Slalom nach Rang 9 im ersten Lauf ausgeschieden.[65][66][67][68]
- 1961 – Rang 3 Abfahrt am 14. Jänner (weiters Rang 11 im Slalom am 14. Jänner und Rang 7 in der Kombination)[69][70]
- 1962 – Es gab nur den Slalom, in dem er durch Sturz ausschied.[71]
- 1963 – Sieg in der Abfahrt am 12. Jänner; nach Rang 11 im Slalom am 13. Jänner gab es Rang 2 in der Kombination[72][73]
- 1964 – Rang 2 im ersten Riesenslalom am 10. Jänner und Rang 3 im Slalom am 12. Jänner[74][75]
- 1965 – Rang 3 in der Abfahrt am 9. Jänner; Rang 7 im Slalom und Sieg in der Kombination am 10. Jänner[76][77]
- 1966 – Sieg in der Abfahrt am 15. Jänner, Rang 5 im Slalom und Sieg in der Kombination am 16. Jänner[78][79]
- 1967 – Rang 14 in der Abfahrt am 14. Jänner, Rang 6 im Slalom und Rang 5 in der Kombination am 15. Jänner[80][81]
- 1968 – Rang 2 in der Abfahrt am 13. Jänner[82]
- 1969 – Sieg in der Abfahrt am 11. Jänner[83]
- 1970 – Rang 5 in der Abfahrt am 10. Jänner[84]
- 1971 – Rang 11 in der am Ersatzort St. Moritz ausgetragenen Abfahrt am 16. Jänner[85]

### Weitere Erfolge
- 1957 – »Mont-Lachaux-Trophäe« Crans-Montana: Sieg im Slalom am 13. März[86]
- 1957 – Zakopane: Sieg in der Abfahrt am 22. März, Ränge 2 im Riesenslalom am 23. März und in der Kombination am 24. März[87][88][89]
- 1958 – Sieg im Slalom in Garmisch-Partenkirchen am 11. Februar[90]
- 1958 – Rang 2 im Slalom von Bad Wiessee am 13. Februar[91]
- 1958 – Holmenkollen-Skiwoche: Siege in der Abfahrt am 13. März, im Slalom und damit in der Kombination am 15. März[92][93]
- 1959 – Rang 2 in der Abfahrt von Lenzerheide am 23. Jänner[94]
- 1959 – Sieg im Slalom und in der Kombination von Davos am 24./25. Jänner[95]
- 1959 – Rang 2 Nachtslalom in Bad Wiessee am 9. Februar[96]
- 1959 – Tre-Tre-Rennen in Madonna di Campiglio: Siege im Riesenslalom am 13. Februar und in der Abfahrt am 14. Februar, Rang 7 im Slalom am 15. Februar; Kombinationssieg[97][98][99]
- 1961 – St. Ulrich: Rang 4 in der Abfahrt am 11. Februar, Rang 2 im Slalom und Sieg in der Kombination am 12. Februar[100][101]
- 1961 – »Goldener Pflug vom Zettersfeld« in Lienz – Sieg im Riesenslalom am 17. Dezember[102]
- 1962 – Sieg in der Abfahrt von Cortina d’Ampezzo am 27. Jänner und Rang 3 im Slalom[103][104]
- 1962: – Megève: Sieg in der Abfahrt am 2. Februar, Rang 6 im Slalom und Sieg in der Kombination am 4. Februar[105][106]
- 1962: – Drei-Gipfel-Rennen in Arosa: Riesenslalom-Sieg am 23. März (ex aequo mit Willi Bogner) und erneute Siege am 24. und 25. März[107][108]
- 1963: – 25./27. Jänner in Megève: Abfahrt Rang 3, Slalom Rang 5, Kombination Rang 3[109][110]
- 1965: – Rang 2 im Slalom und in der Kombination von Megève am 31. Jänner[111]
- 1965: – Alpencup in Davos: Rang 2 im Riesenslalom hinter Killy am 10. Februar und in der Abfahrt am 14. Februar hinter Pierre Stamos[112][113]
- 1965 – Rang 3 im «Vail-Cup»-Slalom am 16. März und Sieg in der Abfahrt im «Harriman-Cup» in Sun Valley am 22. März[114][115]
- 1966 – Rang 2 im Riesenslalom um die «14. Brenner-Trophäe» in Gries am Brenner am 2. Jänner[116]
- 1966 – Rang 3 im Slalom beim »Silbertannen-Rennen« in Bad Hindelang am 5. Jänner[117]
- 1966 – Rang 6 im ersten großen Riesenslalom, der in zwei Durchgängen gefahren wurde, u. zw. am 28./29. Jänner in Megève sowie Sieg im Slalom am 30. Jänner[118][119][120]
- 1966 – Rang 3 im Riesenslalom und Rang 2 im Slalom von Kranjska Gora am 19./20. Februar[121][122]
- 1966: – Erster Sieger des von der Sportzeitung »L’Equipe« ausgeschriebenen Europacups; er kam auf 107 Punkte vor Guy Périllat 105, Jean-Claude Killy 88 und Bill Kidd 73[123]
- 1966 – Rang 2 in der Abfahrt von Stowe (Vermont) hinter Hans-Peter Rohr am 18. März[124]
- 1966 – Sun Valley: «Fünfländertreffen» und «Bud Werner-Gedenkcup» am 24. bis 26. März: Rang 2 in der Abfahrt und im Slalom, Sieg im Riesenslalom, weiters auch Sieg im Riesenslalom im «Challenge Cup» am 27. März[125][126]
- 1966 – Sieg im Riesenslalom am Stilfser Joch am 26. Juni[127]
- 1967 – Rang 2 hinter Guy Périllat im nicht zum Weltcup zählenden Riesenslalom von Madonna di Campiglio am 4. Februar[128]
- 1967 – Rang 2 im Glocknerrennen (an zwei Tagen gefahrener Riesenslalom 20./21. Mai)[129][130]
- 1967 – «Kriterium des ersten Schnees» in Val-d’Isère: Rang 3 im Riesenslalom am 14. Dezember, Sieg in Slalom und Kombination am 15. Dezember[131][132]

## Auszeichnungen
- 1959,[133] 1962[134] und 1970:[135] Österreichs Sportler des Jahres
- 1966, 1969 und 1970: Skieur d’Or
- 20. Juni 1970: Goldenes Ehrenzeichen des ÖSV[136]
- 1980: Goldenes Ehrenzeichen für Verdienste um die Republik Österreich
- 1988: Schranz erhielt in Wien in Beisein von FIS-Präsident Marc Hodler und dem Präsidenten des Österreichischen Olympischen Comités, Kurt Heller, durch den Präsidenten des IOC, Juan Antonio Samaranch, die Teilnehmermedaille überreicht. Der Arlberger betrachtete diese nachträgliche Geste „als Genugtuung und, dass er damals zu Unrecht hatte abreisen müssen.“ Anderseits sah er sich auch als „Wegbereiter für die neuen kommerziellen Olympischen Spiele“.[137]
- 1998: Großes Ehrenzeichen für Verdienste um die Republik Österreich[138]
- 2008: Orden der Freundschaft

## Veröffentlichungen
- Karl Schranz: Zweimal Weltmeister. Copress Verlag, München 1963
- Karl Schranz: Die Karl Schranz Skischule. Ueberreuter Verlag, Wien 1973, ISBN 3-8000-3122-1
- Karl Schranz: Mein „Olympiasieg“. Aufgezeichnet von Stefan König und Gerhard Zimmer. Herbig Verlag, München 2002, ISBN 3-7766-2308-X